# Grand Prix automobile du Mexique 1968
Résultats du Grand Prix automobile du Mexique de Formule 1 1968 qui a eu lieu sur le circuit de Mexico le 3 novembre 1968.

## Classement
| Pos  | N° | Pilote               | Écurie        | Tours | Temps/Abandon      | Grille | Points |
| ---- | -- | -------------------- | ------------- | ----- | ------------------ | ------ | ------ |
| 1    | 10 | Graham Hill          | Lotus-Ford    | 65    | 1 h 56 min 43 s 95 | 3      | 9      |
| 2    | 2  | Bruce McLaren        | McLaren-Ford  | 65    | + 1 min 19 s 32    | 9      | 6      |
| 3    | 11 | Jackie Oliver        | Lotus-Ford    | 65    | + 1 min 40 s 65    | 14     | 4      |
| 4    | 8  | Pedro Rodríguez      | BRM           | 65    | + 1 min 41 s 09    | 12     | 3      |
| 5    | 17 | Jo Bonnier           | Honda         | 64    | + 1 tour           | 18     | 2      |
| 6    | 16 | Jo Siffert           | Lotus-Ford    | 64    | + 1 tour           | 1      | 1      |
| 7    | 15 | Jackie Stewart       | Matra-Ford    | 64    | + 1 tour           | 7      |        |
| 8    | 18 | Vic Elford           | Cooper-BRM    | 63    | + 2 tours          | 17     |        |
| 9    | 9  | Henri Pescarolo      | Matra         | 62    | + 3 tours          | 20     |        |
| 10   | 3  | Jack Brabham         | Brabham-Repco | 59    | Pression d'huile   | 8      |        |
| Abd. | 23 | Johnny Servoz-Gavin  | Matra-Ford    | 57    | Allumage           | 16     |        |
| Abd. | 14 | Dan Gurney           | McLaren-Ford  | 28    | Suspension         | 5      |        |
| Abd. | 22 | Piers Courage        | BRM           | 25    | Moteur             | 19     |        |
| Abd. | 19 | Lucien Bianchi       | Cooper-BRM    | 21    | Moteur             | 21     |        |
| Abd. | 5  | John Surtees         | Honda         | 17    | Surchauffe moteur  | 6      |        |
| Abd. | 6  | Chris Amon           | Ferrari       | 16    | Transmission       | 2      |        |
| Abd. | 12 | Moises Solana        | Lotus-Ford    | 14    | Aileron cassé      | 11     |        |
| Abd. | 1  | Denny Hulme          | McLaren-Ford  | 10    | Suspension         | 4      |        |
| Abd. | 21 | Jean-Pierre Beltoise | Matra         | 10    | Suspension         | 13     |        |
| Abd. | 7  | Jacky Ickx           | Ferrari       | 3     | Allumage           | 15     |        |
| Abd. | 4  | Jochen Rindt         | Brabham-Repco | 2     | Allumage           | 10     |        |

Légende :
- Abd.=Abandon

## Pole position et record du tour
- Pole position : Jo Siffert en 1 min 45 s 22 (vitesse moyenne : 171,070 km/h).
- Tour le plus rapide : Jo Siffert en 1 min 44 s 23 au 52e tour (vitesse moyenne : 172,695 km/h).

## Tours en tête
- Graham Hill 58 tours (1-4 / 9-21 / 25-60)
- Jackie Stewart 4 tours (5-8)
- Jo Siffert 3 tours (22-24)

## À noter
- 13e victoire pour Graham Hill, champion du monde à l'issue de cette course.
- 34e victoire pour Lotus en tant que constructeur.
- 15e victoire pour Ford Cosworth en tant que motoriste.
- Dernier Grand Prix pour Honda. La firme japonaise ne fera son retour en F1 qu'en 1983 en tant que motoriste puis en 2006 en tant que constructeur.